# Predict (гурт)
«Predict» (читається як "предікт", англ. Пророкувати, прогнозувати) — альтернативний рок-гурт, утворений в 2004 році в місті Рига (Латвія).
Гурт на даний момент складається з трьох учасників: Євгеній Миронов (вокал, гітара), Андрій Гусєв (бас-гітара) і Віктор Веселов (ударні).

## Історія
Гурт «Predict» з'явився на світ 29 квітня 2004.

### 2004—2005
Першою світ побачила пісня «Відлуння, яка потрапила в ротацію на латвійському радіо «Домська площа 107.7 FM». У ці роки музиканти гурту їздили з концертами по латвійських містах, виступали на «розігріві» у шведської команди The Sunshine  брали участь у програмі Знай наших на радіо «MixFM», давали інтерв'ю журналу «ЖЗЛ та газеті «Телеграф», записували демо-пісні, експериментували зі звучанням.

### 2006—2009
У 2006 році «Predict» встигли змінити басиста- до гурту прийшов Євген Вейнберг. З Вейнбергом ще в 1998 році Євген Миронов починав спільний  творчий проект під назвою „Відлуння сну“. Саме тоді, збираючись вечорами, хлопці записували пісні з метою отримати грошовий приз на запис в організувати „Coca-Cola“ і „MTV“ конкурсі „Soundwave“ і виступити на значимому латвійському фестивалі „Tu esi pamanīts!“ (лат. Ти помічений! ' ') — „Predict“ виграли у номінації „Найкраща аранжування народної пісні: Kur tu teci, gailīti mans?“ (лат. "Де ти бігаєш, мій півник?").
В оновленому складі „Predict“ запустили офіційний сайт www.predict.lv і розширили свої горизонти, зігравши перший концерт за межами Латвії — в Литві, в Вільнюському клубі „Pramogu Bankas“. „Predict“ представляли Латвію на міжнародній акції „Молодь проти терору 2007“, де грали з такими командами як: „ Біплан“ (Литва), „Центр Стаса Наміна“ (Росія, Москва), „Smash Nail Sister“ (Естонія) та ін.

### 2010—2011
Відеозапис барабанного соло Віктора Веселова під дощем пройшов у „The Exhibition Room“, відкритій на сайті гурту „Coldplay“.
„Predict“ потрапили у фінал конкурсу „Stage Number One“, одним з членів журі якого був Айгарс Крісла (легендарний музикант, учасник гурту „Jumprava“) і у фіналі отримали диплом за професіоналізм і здатність привертати до себе пильну увагу аудиторії, а також приз — участь в одному зі значущих музичних фестивалів Латвії — „Bildes“, що проходить в Латвійському Будинку Конгресів, де» Predict "виступали разом з Марою Упмане-Холштейне з популярного латвійського гурту «Astro'n'Out». У ропажському фестивалі «Zapte 2010» «Predict» перемогли у номінаціях «Labākāis ģitarists» (лат. Найкращий гітарист) і «Labākāis bundzinieks» (лат. "найкращий барабанщик"), а їх пісня «Льотчики» перебувала в ТОР 20 «MixFM» протягом 3-х тижнів, піднявшись до 11 місця. В кінці року гурт було відзначено на сайті російського психолога Сергія Антоновича Кравченка.
На початку 2011 року «Predict» випустили дебютний кліп на пісню «Льотчики», знятий за участю авіаційної групи вищого пілотажу «Baltic Bees», відео потрапило в «ІМХОчарт» каналу «Муз ТВ».
Після випуску кліпу гурт зробив невелику перерву в концертній діяльності і дав кілька інтерв'ю: Єлгавської газеті «Новая газета» і на радіо «SWH Plus».
Восени гурт відвідав Москву, щоб зіграти кілька концертів у столичних клубах і виступити живцем на телеканалі «Дощ» у програмі «LIVE-SHOW. Жива музика», куди їх запросив Михайло Козирєв.
17 грудня цього року «Predict» випустили перший альбом під назвою «Pulsar».

### 2012—
На початку року гурт випустив нове музичне відео на пісню «Гріти». Напередодні презентації кліпу у «Predict» взяли інтерв'ю радіостанція «Домська площа 107.7 FM» у рамках програми «Музикант тижня», радіо «Naba 96.2 FM» та інформаційний портал «TVNET»

## Дискографія

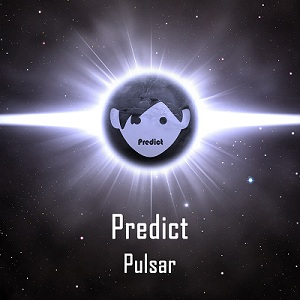
«Pulsar» від «Predict»

### «Pulsar»
01. Давай (4:12)

02. 11 хвилин (3:40) 

03. Всі на землю (3:04) 

04. Одеколон (3:15) 

05. Кораблі Автодоріг (2:53) 

06. Мона Ліза (3:13) 

07. Навколоземні Орбіти (4:24) 

08. Не повернеться (2:59) 

09. Гріти (3:55) 

10. Знаєш (3:02)
Bonus Tracks 

11. Льотчики (3:00) 

12. Влітку (3:19) 

13. Без тебе (4:05) 

14. Мені хочеться плакати (5:10)